# 펫차분주
펫차분주(태국어: เพชรบูรณ์)는 태국 북부에 있는 주(창왓)의 하나이다. 이웃한 주는 북쪽부터 시계 방향으로 로이엣 주, 콘깬 주, 차이야품 주, 롭부리 주, 나콘사완 주, 피칫 주, 핏사눌록 주가 있다.

## 지리
펫차분은 태국 북부의 저지에 위치하고 북부와 중부의 경계에 있다.
주는 빠삭강의 광대하고 비옥한 계곡에 놓여있고 동쪽과 서쪽으로는 펫차분산맥의 산이 있다. 주변에는 유명한 국립공원과 아름다운 폭포, 넓은 호수와 같은 많은 흥미로운 장소들이 있다.

## 역사
역사적인 증거로 볼 때 펫차분은 수코타이 왕국과 아유타야 왕국의 나라이 왕 때 세워진 것으로 생각된다. 주의 초기에 Phe-cha-buth 또는 Phuenchapura로 불렸고 이것은 '농작물이 풍성한 도시'를 의미한다. 이것은 주가 매우 비옥하고 천연 자원이 풍부했기 때문이다.
20세기 초의 테사피반의 행정 개혁 때 북쪽의 롬삭 주가 합쳐져 몬톤(주에 해당하는 태국의 옛 행정 구역) 펫차분이 형성되었다. 1903년부터 1907년 사이에는 일시적으로 몬톤 핏사눌록의 관할이었다. 가장 작은 몬톤이었기 때문에 1915년에 가장 먼저 폐지된 몬톤이 되었다. 1932년에 롬삭 주는 폐지되어 펫차분 주에 편입되었다. 펫차분 주는 태국 북부와 중부의 사이에 위치했다.
1968년부터 1992년 사이에 공산주의자들이 주의 산악지대에 근거지를 세웠다. 그들은 숨어서 태국군에 대항해 이따금 소규모 접전을 벌였다.
오늘날 펫차분은 매혹적인 자연과 1400년 이상의 유구한 역사, 소수민족의 전통 의식과 같은 잠재적인 관광자원이 풍부한 주이다.

## 행정 구역
펫차분에는 11개의 암프(군)와 더 세부 행정구역인 117개의 땀본 그리고 1261개의 무반 (행정 구역)이 있다.
| 1. 므앙펫차분군 2. 촌댄군 3. 롬싹군 4. 롬까오군 5. 위치얀부리군 6. 씨텝군 | 1. 넝파이군 2. 븡쌈판군 3. 남나오군 4. 왕퐁군 5. 카오커군 |

## 교통
펫차분은 사라부리에서 21번 도로에 의해 연결되고 방콕과는 370km 떨어져 있다.